# 竹内淳彦
竹内 淳彦（たけうち あつひこ、1935年3月20日 - 2015年6月19日）は、日本の経済地理学者、日本工業大学名誉教授。

## 来歴
1932年3月20日、長野県東筑摩郡四賀村（現松本市）生まれ。1953年、長野県松本深志高等学校卒業。1957年、東京学芸大学学芸学部（現教育学部）社会科卒業。東京工業高等学校赴任と同時に立正大学大学院文学研究科に進学し、1959年、立正大学大学院修士課程修了。1967年、日本工業大学開校と同時に助教授となり、1985年、同大学教授。2006年3月定年退任、名誉教授。
1976年「京浜地域における工作機械工業の地理学的研究」で文学博士（立正大学）。地道な実態調査分析とその理論化、理論に基づく地域・産業政策の提言は「竹内工業地理学」として高く評価された。研究内容を生かし、川崎公害裁判の証人として出廷した。
1990年『技術集団と産業地域社会』（大明堂、1983年）で中小企業研究奨励賞。2013年11月、瑞宝中綬章叙勲。

## 著書
- 『日本の機械工業』大明堂 1973
- 『工業地域構造論』大明堂 1978
- 『技術集団と産業地域社会 大都市の場合』大明堂 1983
- 『技術革新と工業地域』大明堂 1988
- 『工業地域の変動』大明堂 1996
- 『ゆれ動く世界 思い出の会議と旅から』風都舎 2012
- 『ひとすじの途』風都舎 2012

## 共編著
- 『東京の地場産業』板倉勝高、井出策夫共著 大明堂 1970
- 『日本経済地理読本』板倉勝高、井出策夫共著 東洋経済新報社 1972
- 『大都市零細工業の構造 地域的産業集団の理論』板倉勝高、井出策夫共著 新評論 1973
- 『経済地域の研究 京浜地域の工業と農業』井出策夫、沢田裕之共著 文化書房博文社 1977
- 『長野県の地場産業』市川健夫と責任編集 信濃教育会出版部 1986
- 『東アジアの工業と経済開発』北村嘉行共編 大明堂 1993
- 『企業行動と環境変化』編 大明堂 1997
- 『環境変化と工業地域』編著 原書房 2004
- 『経済のグローバル化と産業地域』編著 原書房 2005
- 『日本の工業 21世紀のものづくり』監修 岩崎書店 2006

## 参考
- 『現代日本人名録2002』日外アソシエーツ